# Jaime Augusto Mayol
Jaime Augusto Mayol (sinh năm 1980 tại Puerto Rico) là một nam người mẫu của nước Mỹ. Anh có chiều cao 1,88 m. Năm 2006, Jaime được cử làm đại diện cho nước Mỹ tham dự cuộc thi Manhunt International 2006 và giành chiến thắng. Bên cạnh sự nghiệp kinh doanh, anh còn là một vận động viên bóng chuyền chuyên nghiệp.